# Kirguís
El kirguís (en alfabet ciríl·lic, кыргызча o кыргыз тили; en alfabet aràbic, قىرعىز تىلى; en alfabet llatí, kırgızça o kırgız tili) és una llengua turquesa, una de les dues que són oficials al Kirguizstan, junt amb el rus. Pertany al subgrup kazakh-nogai de les llengües kiptxak, i actualment viu un procés de convergència lingüística que està possibilitant la intel·ligibilitat mútua cada cop més gran entre el kirguís i el kazakh.
En l’actualitat, la llengua kirguís és parlada per uns 4 milions de persones al Kirguizstan, Xina, Afganistan, el Kazakhstan, Tadjikistan, Turquia, Uzbekistan, Pakistan i Rússia.

## Història de la llengua
El poble kirguís és esmentat per primer cop en fonts xineses medievals, que en parlen com a uns veïns del nord, sotmesos a l'Imperi turc de l'estepa, a Mongòlia. No més tard del final del segle viii, es van implicar en el comerç internacional a través de la ruta de la Seda. Inicialment, el kirguís no diferia gaire del tronc comú de l'antic turc, i s'escrivia en les primitives runes turqueses. Després de derrotar l'Imperi uigur, l'any 840, els kirguisos no van ocupar l'estepa mongola, sinó que es van instal·lar a prop del territori on viuen encara avui. En els segles següents, no se'n sap gaire més.
Sota la Rússia tsarista (1876–1917), la denominació de kirguisos s'aplicava tant als mateixos kirguisos com als kazakhs, i encara avui el conjunt s'anomena Kara-Kyrgyz ('kirguisos negres'), perquè entre els pobles turquesos se solen associar colors entre si, segons criteris geogràfics, i els "negres" són els grups meridionals. La llengua kirguís no va tenir una forma escrita unificada fins al 1923, quan es va introduir l'alfabet àrab (en ús només fins al 1928 a l'URSS, i encara avui a la Xina). En el període del 1928 al 1940 es va emprar un alfabet turc basat en el llatí. El 1940, però, la Unió Soviètica va imposar l'alfabet ciríl·lic, que va acabar generalitzant-se, i que encara s'empra actualment, en general, tot i que alguns kirguisos encara continuen escrivint en l'alfabet aràbic. Quan el Kirguizstan va esdevenir independent, a causa del desmantellament de la Unió Soviètica el 1991, hi va haver un intent de canviar altre cop a l'alfabet llatí, en una forma molt semblant a la que s'empra per al turc, però la idea no va engrescar els kirguisos com sembla que sí que ho fa amb altres pobles veïns, potser perquè la forma kirguís de l'alfabet ciríl·lic és relativament senzilla, i alhora força ben adaptada a la llengua parlada.
Una diferència important entre el Kirguizstan i el Kazakhstan és que el coneixement de la llengua pròpia per part del poble kirguís és pràcticament universal, mentre que la identitat nacional kazakh no és tan clara en una part important de la població del Kazakhstan. En canvi, tots dos països tenen en comú l'escàs coneixement de la llengua local per part de la població d'origen europeu. Al principi dels anys 1990, el govern d'Askar Akaiev va implantar una política molt agressiva d'introducció de la llengua kirguís com a idioma oficial únic, obligant la població d'origen europeu a emprar el kirguís en qualsevol activitat pública. La pressió era tan gran que un ministre rus del govern d'Akaiev va amenaçar de dimitir per tal de fer visible el malestar per la "kirguizització" de la població no nativa. El 1992, una llei va imposar que tots els actes públics s'haurien de fer en kirguís a partir del 1997, però el març del 1996 el Parlament del Kirguizstan va establir la cooficialitat lingüística del rus i el kirguís, cosa que va amansir força els ànims. En aquesta decisió, hi van influir tant la pressió exercida des de Rússia com el desig del govern d'Akaiev de recuperar els llaços d'amistat amb l'antiga metròpoli. Avui en dia, el rus és la llengua principal a les principals ciutats, com ara Bixkek, mentre que el Kirguís continua perdent terreny, especialment entre les generacions més joves.

## Característiques
El kirguís conté un inventari de vocals de mida mitjana, amb vuit fonemes diferents. Pel que fa a les consonants, conté sons nasals, oclusius, africats, fricatius, laterals, vibrants i aproximants, que poden distribuir-se segons el punt d'articulació en bilabials, dentals, postalveolars, palatals i velars. Per tant, la fonètica del kirguís és similar a altres idiomes propers genèticament. També s'assembla a llengües veïnes en l'existència de l'harmonia vocàlica.
El kirguís és una llengua aglutinant. Els substantius no tenen marques de gènere, però sí que es declinen en diferents casos: nominatiu, genitiu, acusatiu, datiu, locatiu i ablatiu.